# Az American Airlines 77-es járatának katasztrófája
Az American Airlines 77-es járata a Virginia állambeli Washington Dulles nemzetközi repülőtér és a kaliforniai Los Angeles-i nemzetközi repülőtér közötti menetrend szerinti belföldi repülőjárat volt, amit 2001. szeptember 11-én öt iszlamista terrorista - a szeptember 11-i támadássorozat részeként - eltérített, és szándékosan a Pentagon épületének irányított, megölve ezzel önmagukat és még 59 személyt a repülőgépen, valamint további 125 embert az épületben.
Alig 35 perccel a repülőgép felszállása után a terroristák behatoltak a pilótafülkébe, az utasokat és a személyzetet pedig a gép hátuljába kényszerítették. Az irányítást a pilótaképzésen átesett Hani Hanjour vette át. A gépeltérítők tudta nélkül a fedélzeten tartózkodó utasok telefonon értesítették barátaikat és családtagjaikat, és továbbították nekik az eltérítéssel kapcsolatos információkat. A gépeltérítők a repülőgépet a Pentagon nyugati oldalának vezették, idő szerint 09:37-kor. A becsapódásnak sokan szemtanúi voltak, és a hírforrások perceken belül elkezdtek tudósítani az esetről. A becsapódás súlyosan megrongálta a Pentagont, és tűzvészt okozott, amelynek eloltása több napig tartott.

## Háttér
A 2001. szeptember 11-ei terrortámadások az al-Káida terrorszervezet összehangolt öngyilkos merényletsorozata volt az Egyesült Államok ellen. Azon a reggelen 19 al-Káida gépeltérítő szállt fel amerikai utasszállító repülőgépekre, hogy az USA fő jelképeinek számító épületekbe vezessék bele a gépeket. A New York-i Világkereskedelmi Központ ikertornyaiba egy-egy repülőgép csapódott be, az épületek kigyulladtak, és két órán belül mindkettő összeomlott. Ezt követően több épület is az ikertornyokhoz hasonlóan összedőlt, vagy megrongálódott a környéken. A harmadik repülőgép a Pentagon Virginia állambeli épületébe repült. A negyedik eltérített gépet feltételezések szerint a terroristák a Fehér Házba vagy a Capitoliumba irányították volna, de az utasok visszafoglalták, azonban már nem tudták megmenteni a lezuhanástól. Ez a gép Washingtontól mindössze 15 percnyire, Pennsylvania államban, Shanksville mellett csapódott a földbe.

## A repülőgép

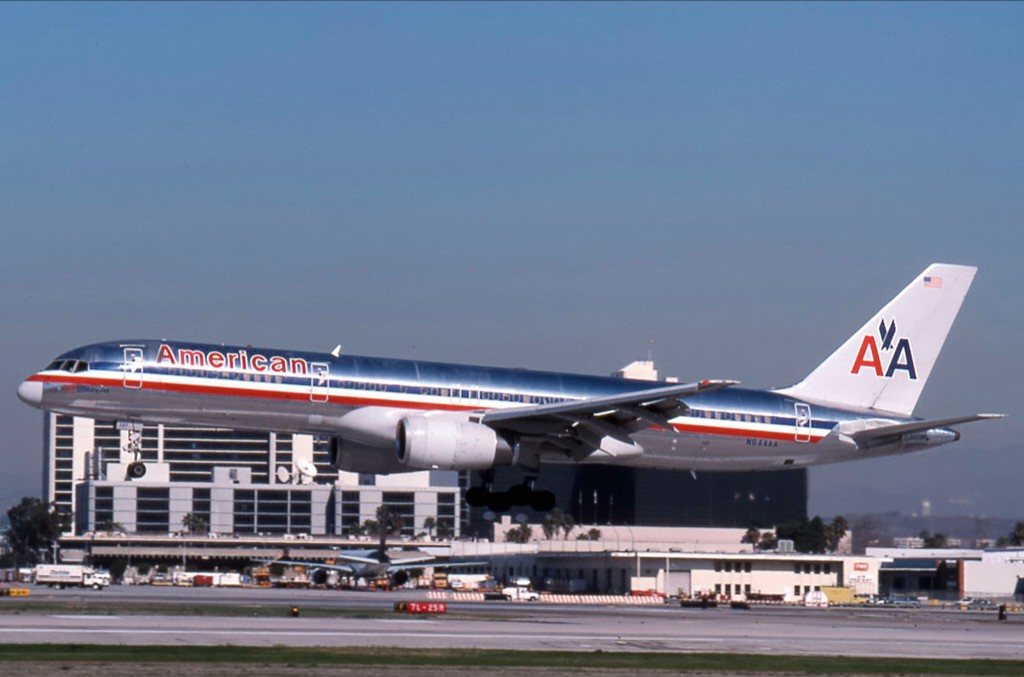
A repülőgép 1999-ben Los Angelesben

Az érintett repülőgép egy Boeing 757-223 (lajstromjel: N644AA) volt. A repülőgépet 1991-ben építették, és 1991 májusában szállították le az American Airlinesnak. A legénység tagjai Charles Burlingame kapitány (51, a haditengerészeti akadémián végzett, korábbi vadászpilóta), David Charlebois első tiszt (39), Renee May pénztáros, valamint Michele Heidenberger, Jennifer Lewis és Kenneth Lewis légiutas-kísérők voltak. A repülőgép befogadóképessége 188 utas volt, de aznap csak ötvennyolcan utaztak a járaton. Ez 33 százalékos kihasználtságot jelent. Az American Airlines szerint a kedd volt a hét legkevésbé forgalmas napja a 77-es járat esetében, az előző három hónapban keddenként tapasztalt kihasználtság alapján.

## A gépeltérítők
Hanjour az arizonai Scottsdale-ben a CRM légitársaság képzési központjában tanult, és 1999 áprilisában megszerezte az FAA kereskedelmi pilóta bizonyítványát. Kereskedelmi pilóta szeretett volna lenni Szaúdi-Arábiában, de elutasították, amikor 1999-ben jelentkezett a dzsiddai polgári repülési iskolába. Hanjour bátyja később kifejtette, hogy csalódott, amiért nem talált munkát, így Hanjour egyre inkább a vallás és a Korán felé fordította figyelmét. Hanjour visszatért Szaúd-Arábiába, miután pilótaként bizonyítványt kapott, de 1999 végén ismét elment, és közölte családjával, hogy az Egyesült Arab Emírségekbe megy egy légitársasághoz dolgozni. Hanjour valójában Afganisztánba ment, ahol az Al-Káida újoncait átvizsgálták, hogy milyen különleges képességekkel rendelkeznek. Az Al-Káida vezetői már a hamburgi tagok kiválasztását követően Hanjourt választották ki a negyedik gépeltérítő csapat élére.
2000 decemberében Hanjour megérkezett San Diegóba, és csatlakozott a többi gépeltérítőhöz, Nawaf al-Hazmihoz és Khalid al-Mihdharhoz, akik az év januárja óta voltak ott. Az Alec Station, a CIA Oszáma bin Láden nyomon követésére szolgáló egysége felfedezte, hogy al-Hazmi és al-Mihdhar többszöri beutazásra jogosító vízummal rendelkezik az Egyesült Államokba. Egy FBI-ügynök az egységen belül és felügyelője, Mark Rossini (a Szövetségi Nyomozóiroda korábbi felügyeleti ügynöke) megpróbálta figyelmeztetni az FBI-központot, de az Alec Station-on Rossinit felügyelő CIA-tiszt visszautasította őt azzal az indokkal, hogy az FBI erre nem rendelkezik hatáskörrel.
Nem sokkal azután, hogy megérkeztek San Diegóba, Hanjour és Hazmi az arizonai Mesába indultak, ahol Hanjour újabb pilótaképzést kezdett az Arizona Aviationnél. 2001 áprilisában a virginiai Falls Church-be költöztek, ahol várták a hátralévő eltérítők érkezését. Az egyikük, Majed Moqed 2001. május 2-án érkezett meg.
2001. május 21-től Hanjour bérelt egy lakást a New Jersey állambeli Patersonban, ahol augusztus végéig más gépeltérítőkkel együtt szállt meg. Az utolsó gépeltérítő, Salem al-Hazmi 2001. június 29-én érkezett meg Abdulaziz al-Omarival (a 11-es járat eltérítője) az Egyesült Államokba.
A WikiLeaks által kiszivárogtatott adatok szerint 2010 februárjában az FBI egy másik gyanúsított, Mohammed al-Mansoori ellen is nyomozást indított. Ő kapcsolatban állt három katari állampolgárral, akik Los Angelesből Londonba (Washingtonon keresztül) és Katarba repültek a támadások előestéjén, miután megtekintették a Világkereskedelmi Központot és a Fehér Házat. Az Egyesült Államok bűnüldöző tisztviselői szerint a négy férfival kapcsolatos adatok „csak egy volt a sok nyom közül, amelyeket annak idején alaposan kivizsgáltak, és amelyek soha nem vezettek terrorizmus vádjához.” Egy tisztviselő hozzátette, hogy a három katari állampolgárt soha nem hallgatták ki a hatóságok. Eleanor Hill, a szeptember 11-i támadásokkal kapcsolatos kongresszusi közös vizsgálat korábbi személyzeti igazgatója szerint ez a nyomozati szál is megerősíti az FBI nyomozásának alaposságára vonatkozó kérdéseket. Azt is elmondta, hogy a vizsgálat arra a következtetésre jutott, hogy a gépeltérítőknek volt egy támogató hálózata, amely több különféle módon segítette őket.

## Események
2001. szeptember 11-én reggel az öt gépeltérítő megérkezett a Washington Dulles nemzetközi repülőtérre. Khalid al-Mihdhar és Majed Moqed 07:15-kor jelentkezett be az American Airlines jegypénztáránál a 77-es járatra, és néhány perccel később, 07:18-kor érkeztek meg az utasbiztonsági ellenőrzőpontra. Mindkét férfi esetében jelzett a fémdetektor, emiatt külön átvizsgáláson estek át. Moqed esetében továbbra is riasztott a detektor, ezért őt kézi fémkeresővel is átkutatták. A Hazmi testvérek együtt jelentkeztek be a jegypénztárnál 07:29-kor. Hani Hanjour egyedül jelentkezett be, és 07:35-kor érkezett az utasbiztonsági ellenőrzőponthoz. Hanjourt percekkel később követte az ellenőrzőponton Salem és Nawaf al-Hazmi, akiknél szintén beriasztott a fémdetektor. Az ellenőrzőponton lévő biztonságiak soha nem tisztázták, hogy mi váltotta ki a riasztást. A később nyilvánosságra hozott biztonsági felvételeken látható, hogy Nawaf al-Hazmi farzsebében egy azonosítatlan tárgy volt. A Szövetségi Légügyi Hivatal (FAA) akkoriban legfeljebb négy hüvelyk hosszúságú késeket felvitelét engedélyezte, melyeket a kézipoggyászban lehetett szállítani.
A gépeltérítők poggyászai közül mindegyiket kijelölték extra átvizsgálására. Hanjourt, al-Mihdhart és Moqedet a számítógépes utas-előszűrő rendszer (CAPPS) kritériumai alapján választották ki, míg a Nawaf és Salem al-Hazmi testvéreket azért, mert nem tudták megfelelően igazolni magukat, és a légitársaság check-in ügynöke gyanúsnak találta őket. Hanjour, Mihdhar és Nawaf al-Hazmi nem adtak fel csomagot a járatra. Moqed és Salem al-Hazmi feladott csomagjait visszatartották, amíg fel nem szálltak a repülőgépre.
A 77-es járat 08:10-kor indult volna Los Angelesbe; 58 utas szállt fel a D26-os kapun keresztül, köztük az öt gépeltérítő. A gépeltérítők nélkül a fedélzeten tartózkodó 53 másik utas közül 26 férfi, 22 nő és öt gyermek volt, háromtól tizenegy éves korig. Hani Hanjour az első osztályon, az 1B ülésen foglalt helyet, míg Salem és Nawaf al-Hazmi szintén az első osztályon, az 5E és az 5F ülésen. Majed Moqed és Khalid al-Mihdhar hátrébb, a 12A és 12B üléseken foglaltak helyet, a turistaosztályon. A 77-es járat időben elhagyta a kaput, és 08:20-kor szállt fel a 30-as kifutópályáról. Röviddel a felszállás után az FAA helyi légiirányítója, Danielle O'Brien rutinszerűen átadta a járat irányítását az FAA Indianapolis-i központjában lévő kollégájának.

### Eltérítés
A 9/11 Bizottság becslése szerint a gép eltérítése 08:51 és 08:54 között történt, röviddel azután, hogy az American Airlines 11-es járata becsapódott a Világkereskedelmi Központ északi tornyába, és nem sokkal azután, hogy a United Airlines 175-ös járatát eltérítették. A repülőgép utolsó beszélgetése a légiforgalmi irányítással 08:50:51-kor zajlott le. A másik három járattal ellentétben a 77-es járatról nem érkezett jelentés arról, hogy bárkit is leszúrtak, vagy bombával fenyegettek volna, és a pilótákat sem ölték meg, hanem a gép hátsó részébe terelték a többi utassal együtt. 08:54-kor, amikor a gép az Ohio állambeli Pike megye felett repült, eltért a kijelölt repülési útvonalától és dél felé fordult. Két perccel később, 08:56-kor kikapcsolták a gép jeladóját, A gépeltérítők a robotpilótát arra utasították, hogy forduljon kelet felé, Washington irányába. Az FAA ekkor már tudta, hogy vészhelyzet van a repülőgép fedélzetén. Ekkorra a 11-es járat már a WTC északi tornyába csapódott, a 175-ös járatról pedig tudták, hogy eltérítették, és perceken belül elérte a déli tornyot. Miután tudomást szereztek a második gépeltérítésről, amely az American Airlines gépét érintette, valamint a United Airlines gépeltérítéséről, Gerard Arpey, az American Airlines ügyvezető alelnöke országos felszállási tilalmat rendelt el a légitársaság repülői számára. Az indianapolisi légiforgalmi irányító központ, valamint az American Airlines diszpécserei több sikertelen kísérletet tettek arra, hogy kapcsolatba lépjenek a 77-es járattal. A gép eltérítésének idején a repülőgép korlátozott radarlefedettségű terület felett repült. Mivel a légiirányítók nem tudtak rádión kapcsolatba lépni a járattal, azt feltételezték, hogy a gép lezuhant.
A repülőgép fedélzetén tartózkodó két személy telefonált a földi kapcsolattartóknak. 09:12-kor Renee May légiutas-kísérő felhívta édesanyját, Nancy May-t Las Vegasban. A közel két percig tartó hívás során May tévesen azt mondta, hogy a járatát "hat személy eltérítette", akik az utasokat a repülőgép hátsó részébe kényszerítették. May megkérte édesanyját, hogy lépjen kapcsolatba az American Airlines-szal, amit ő és férje azonnal meg is tettek, azonban a légitársaság már tudott a gépeltérítésről. 09:16 és 09:26 között Barbara Olson utas felhívta a férjét, Theodore Olsont, az Egyesült Államok legfőbb ügyészét, és jelentette, hogy a repülőgépet eltérítették, és a támadóknál dobozvágó kések vannak. Elmondta, hogy mindenkit, beleértve a pilótákat is, a kabin hátsó részébe küldtek, és hogy a gépeltérítők nem tudnak a hívásról.
A gépeltérítők 9:29-kor kikapcsolták a robotpilótát, és kézi vezérléssel irányították tovább a gépet. A Dulles repülőtér irányítói ezután ismét észlelték a gépet a radarképernyőn, amint Washington felé közeledik, és gyorsan süllyed. Az irányítók kezdetben a nagy sebesség és a manőverezés miatt azt hitték, hogy egy katonai vadászgép. A Reagan repülőtér irányítói megkértek egy arra járó Lockheed C-130 Herculest, a Nemzeti Gárda egyik járőrét, hogy azonosítsa és kövesse a repülőgépet. A pilóta, Steven O'Brien alezredes azt mondta nekik, hogy az egy Boeing 757-es vagy 767-es, és hogy az ezüstszínű törzs alapján valószínűleg az American Airlines gépe. A "keleti parti ködben" nehezen tudta kivenni a repülőgépet, de aztán egy hatalmas tűzgömböt látott, és feltételezte, hogy a gép földbe csapódott. A Pentagonhoz közeledve meglátta a becsapódás helyét az épület nyugati oldalán, és a következőt jelentette a Reagan irányítóközpontnak: "Úgy néz ki, hogy az a repülőgép a Pentagonba csapódott, uram."
A becsapódást az 58 utasból (beleértve a gépeltérítőket is) és a személyzetből senki sem élte túl. A Pentagonban a halálos áldozatok között 55 katona és 70 civil volt.. A 125 halott közül 92-en az első emeleten, 31-en a második emeleten, ketten pedig a harmadikon haltak meg. A Védelmi Hírszerző Ügynökség hét civil alkalmazottja vesztette életét, míg a Védelmi Miniszteri Hivatal egy szerződéses alkalmazottat veszített. Az amerikai hadseregnek 75 halálos áldozata volt - 53 civil (47 alkalmazott és hat vállalkozó) és 22 katona -, míg az amerikai haditengerészetnek 42 halálos áldozata volt - kilenc civil (hat alkalmazott és három vállalkozó) és 33 tengerész. Timothy Maude altábornagy, a hadsereg vezérkari főnökének helyettese volt a legmagasabb rangú katonatiszt, aki meghalt a Pentagonban; szintén meghalt Wilson Flagg nyugalmazott ellentengernagy, a gép egyik utasa. Mari-Rae Sopper hadnagy, JAGC, USNR, szintén a gép fedélzetén volt, és ő volt az első haditengerészeti bíróügyvéd, aki valaha is meghalt akció közben. További 106-an sérültek meg a földön, őket a környékbeli kórházakban kezelték.